# Ophefbare singulariteit
In de complexe functietheorie is een ophefbare singulariteit, soms verwijderbare singulariteit, van een holomorfe functie een punt waarin deze functie ongedefinieerd is, maar waarin zij zo kan worden gedefinieerd dat zij holomorf blijft op het met dit singuliere punt uitgebreide domein.
De functie
{\displaystyle f(z)={\frac {\sin z}{z}},\quad z\neq 0}
bijvoorbeeld heeft een singulariteit in {\displaystyle z=0}. Deze singulariteit kan worden opgeheven door {\displaystyle f(0)=1} te definiëren. De resulterende functie, aangeduid als {\displaystyle {\text{sinc}}}, is een continue, in feite holomorfe functie.
De stelling van Riemann geeft aan wanneer een singulariteit kan worden opgeheven.

## Definitie
Als {\displaystyle U} een open deelverzameling van het complexe vlak is, {\displaystyle a} een punt van {\displaystyle U} is en {\displaystyle f:U\setminus \{a\}\to \mathbb {C} } een holomorfe functie is, dan wordt {\displaystyle a} een ophefbare singulariteit voor {\displaystyle f} genoemd, indien er een holomorfe functie {\displaystyle g:U\to \mathbb {C} } bestaat, die samenvalt met {\displaystyle f} op {\displaystyle U\setminus \{a\}}. In dat geval heet {\displaystyle f} holomorf uitbreidbaar in {\displaystyle a}.

## Stelling van Riemann
Zij {\displaystyle f}, {\displaystyle U} en {\displaystyle a} als in de bovenstaande definitie. Dan zijn de volgende uitspraken hetzelfde:
1. {\displaystyle f} is holomorf uitbreidbaar in het punt {\displaystyle a}.
2. {\displaystyle f} is continu uitbreidbaar in {\displaystyle a}.
3. {\displaystyle f} is begrensd in een omgeving van {\displaystyle a}.
4. {\displaystyle \lim _{z\to a}\ (z-a)f(z)=0}.

Het is in te zien dat: 1) ⇒ 2) ⇒ 3) ⇒ 4).
Het is voor het bewijs van 4) ⇒ 1) voldoende aan te tonen dat {\displaystyle f} analytisch is in {\displaystyle a}, dat wil zeggen dat {\displaystyle f} een machtreeksontwikkeling heeft in {\displaystyle a}. Definieer:
{\displaystyle h(z)={\begin{cases}(z-a)^{2}f(z)&z\neq a,\\0&z=a\end{cases}}}
Dan is:
{\displaystyle h(z)-h(a)=(z-a)(z-a)f(z)},
waarin {\displaystyle (z-a)(z-a)f(z)}, volgens 4), een continue functie is op {\displaystyle U}. Dus is {\displaystyle h} holomorf op {\displaystyle U} en heeft een taylorreeksontwikkeling rond {\displaystyle a}:
{\displaystyle h(z)=a_{2}(z-a)^{2}+a_{3}(z-a)^{3}+\ldots }